# Coppa Agostoni 2017
La Coppa Agostoni 2017, settantunesima edizione della corsa e valevole come evento dell'UCI Europe Tour 2017 e della Ciclismo Cup 2017 categoria 1.1, si svolse il 13 settembre 2017 su un percorso di 199,9 km, con partenza e arrivo a Lissone, in Italia. La vittoria fu appannaggio dello svizzero Michael Albasini, che completò il percorso in 4h48'35", precedendo gli italiani Marco Canola e Francesco Gavazzi.
Sul traguardo di Lissone 49 ciclisti, su 192 partenti dalla medesima località, portarono a termine la competizione.

## Squadre e corridori partecipanti
| N.      | Cod. | Squadra                       |
| ------- | ---- | ----------------------------- |
| 1-8     | ITA  | Italia                        |
| 11-18   | BOH  | Bora-Hansgrohe                |
| 21-28   | TBM  | Bahrain-Merida                |
| 31-38   | CHE  | Svizzera                      |
| 41-48   | TFO  | Fortuneo-Oscaro               |
| 51-58   | WIL  | Wilier Triestina-Selle Italia |
| 61-68   | BRD  | Bardiani CSF                  |
| 71-78   | NIP  | Nippo-Vini Fantini            |
| 81-88   | ANS  | Androni-Sidermec-Bottecchia   |
| 91-98   | GAZ  | Gazprom-RusVelo               |
| 101-108 | DMP  | Delko Marseille Provence KTM  |
| 111-116 | CCC  | CCC Sprandi Polkowice         |
| 121-128 | ICA  | Israel Cycling Academy        |

| N.      | Cod. | Squadra                       |
| ------- | ---- | ----------------------------- |
| 131-138 | CJR  | Caja Rural-Seguros RGA        |
| 141-148 | GME  | GM Europa Ovini               |
| 151-158 | LOK  | Lokosphinx                    |
| 161-168 | AZT  | d'Amico Utensilnord           |
| 171-178 | UNI  | Unieuro Trevigiani-Hemus 1896 |
| 181-188 | ADR  | Adria Mobil                   |
| 191-198 | DDC  | Dimension Data for Qhubeka    |
| 201-208 | KLS  | Kolss Cycling Team            |
| 211-215 | RLY  | Rally Cycling                 |
| 221-228 | TIR  | Tirol Cycling Team            |
| 231-238 | SAN  | Sangemini-MG.K Vis            |
| 241-248 | AMO  | Amore & Vita-Selle SMP        |

## Ordine d'arrivo (Top 10)
| Pos. | Corridore         | Squadra         | Tempo    |
| ---- | ----------------- | --------------- | -------- |
| 1    | Michael Albasini  | Svizzera        | 4h48'37" |
| 2    | Marco Canola      | Nippo           | s.t.     |
| 3    | Francesco Gavazzi | Androni         | s.t.     |
| 4    | Alberto Bettiol   | Italia          | s.t.     |
| 5    | Simone Ponzi      | CCC             | s.t.     |
| 6    | Marco Tizza       | GM Europa       | s.t.     |
| 7    | Enrico Barbin     | Bardiani CSF    | s.t.     |
| 8    | Nicola Gaffurini  | Sangemini       | s.t.     |
| 9    | Mauro Finetto     | Delko Marseille | s.t.     |
| 10   | Jonathan Lastra   | Caja Rural      | s.t.     |